# Rolf Kappel

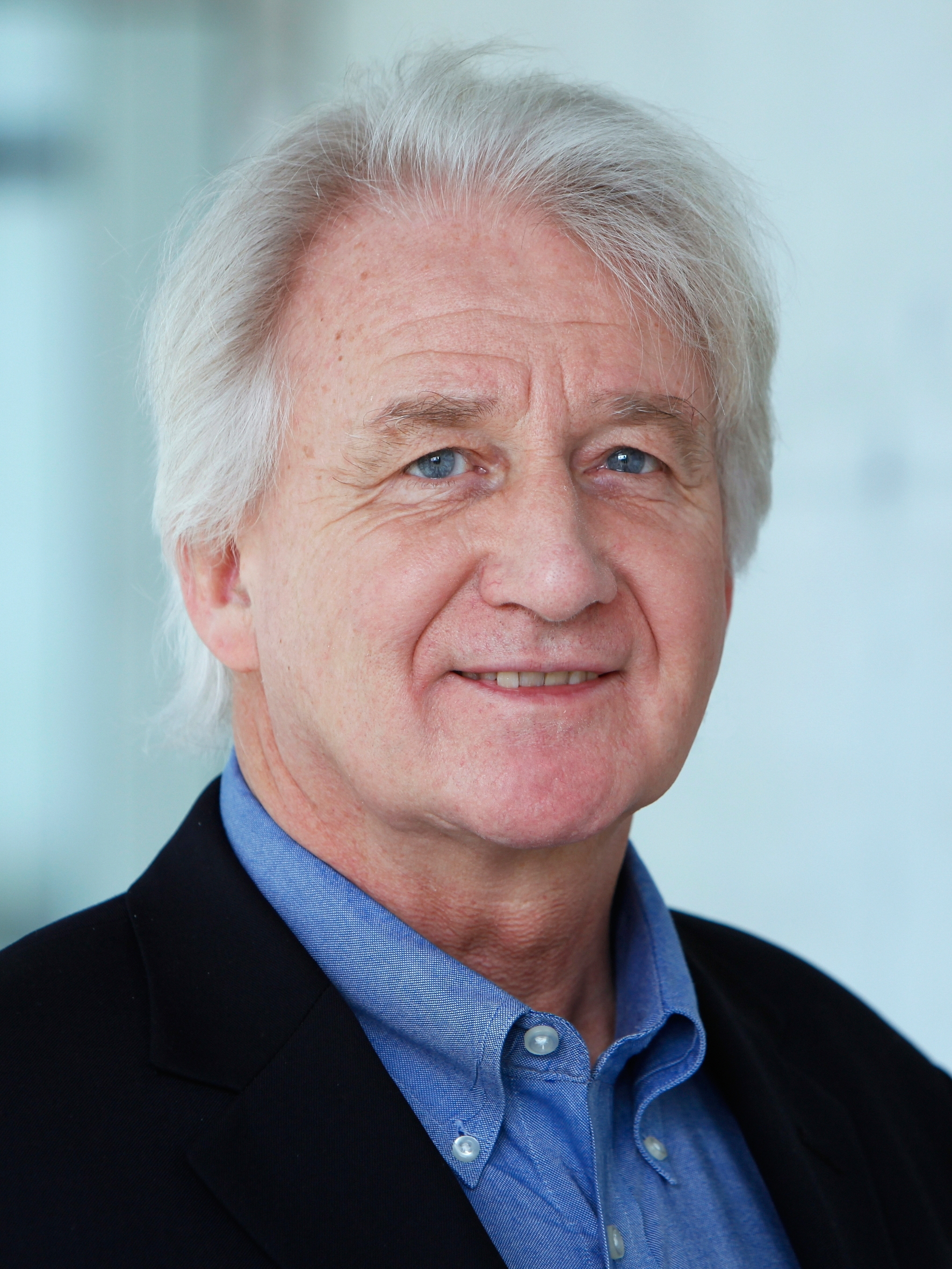
Rolf Kappel (2011)

Rolf Kappel (* 24. September 1948 in Blaubeuren; † 8. Dezember 2019 in Zürich) war ein deutscher Wirtschaftswissenschaftler und Professor für Probleme der Entwicklungsländer am Departement Geistes-, Sozial- und Staatswissenschaften der ETH Zürich.

## Leben
Rolf Kappel wurde am 24. September 1948 als ältestes Kind des Kaufmanns Hermann Kappel und dessen Frau Helma, geborene Pape, in Blaubeuren bei Ulm, Deutschland, geboren. Von 1955 bis 1959 besuchte er die Volksschule in Ulm; anschliessend das Gymnasium in Ulm und Neustadt/Schwarzwald, wo er mit dem Abitur abschloss.
Rolf Kappel war verheiratet und Vater von zwei Töchtern. 
Kappel ruderte im ETH-Professoren-Achter und war Mitglied in diversen Ruderclubs. Er starb am 8. Dezember 2019 im Alter von 71 Jahren in Zürich.

## Berufliche Laufbahn
1967 bis 1968 studierte er Ökonomie an der Universität Freiburg i. Br. 1968 bis 1972 studierte er Volkswirtschaftslehre an der Universität Zürich, wo er mit dem Lizentiat abschloss. 1971 bis 1976 arbeitete er als wissenschaftlicher Assistent am Institut für Informatik der Universität Zürich und zwei Semester als wissenschaftlicher Assistent am Seminar für Kybernetik der ETH Zürich. Gleichzeitig übernahm er als freier Mitarbeiter Aufträge in Analyse und Programmierung bei Software-Firmen. 1976 bis 1977 war er als wissenschaftlicher Assistent am Institut für Wirtschaftsforschung der ETH Zürich tätig. 1977 doktorierte er an der Rechts- und staatswissenschaftlichen Fakultät der Universität Zürich. Von 1977 bis 1980 betätigte er sich als Wissenschaftler am Wissenschaftszentrum Berlin für Sozialforschung. 1980 bis 1992 war er wissenschaftlicher Oberassistent am Institut für Wirtschaftsforschung der ETH Zürich. Er habilitierte 1989 und wurde Privatdozent, ab September 1992 ordentlicher Professor an der ETH Zürich. Ab 1992 leitete er als Direktor die Nachdiplomstudien für Entwicklungszusammenarbeit (NADEL) an der ETH Zürich. Er hatte auch diverse Mandate für die DEZA. Seine Forschung führte ihn regelmässig in diverse Gebiete und Länder der dritten Welt. 2014 wurde er emeritiert.

## Forschungsschwerpunkte
Rolf Kappel forschte seit den 1980er Jahren zu Fragen der Umwelt- und Ressourcenökonomie in Entwicklungsländern. Er arbeitete früh mit naturwissenschaftlichen Disziplinen zusammen, um erfolgreich internationale Forschungskooperationen mit Mozambique, Peru, China und Sambia aufzusetzen. Ein weiterer Forschungsschwerpunkt waren Analysen zu ökonomischen und politischen Institutionen und deren Beitrag zur weltweiten Armutsreduktion.

## Publikationen (Auswahl)
- Claudia Casarotto, Rolf Kappel: A Half Empty Bucket: Women's Role in the Governance of Water Resources in Zambia. In: WH20 Journal, The Journal of Gender and Water. Nr. 3, 2014 (upenn.edu [PDF]).
- Rolf Kappel: Ist Afrika zu arm, die Armut selbst zu überwinden? In: Rolf Kappel et al. (Hrsg.): Afrika im Wandel (= Reihe Zürcher Hochschulforum. Band 40). vdf Hochschulverlag AG an der ETH, Zürich 2007, ISBN 978-3-7281-3032-7, S. 95–109.
- Rolf Kappel und Ruedi Baumgartner (Hrsg.): NADEL 1970–2005. Rückblick und Perspektiven für die Zukunft. vdf Hochschulverlag AG an der ETH Zürich, 2005, ISBN 3-7281-3039-7.
- Rolf Kappel und Oliver Landmann: Die Schweiz im globalen Wandel. Aussenwirtschaftliche und entwicklungspolitische Herausforderungen. Schlussbericht des Nationalen Forschungsprogramms 28. NZZ, Zürich 1997, ISBN 3-85823-645-4.
- Rolf Kappel: Die Bedeutung wirtschaftlicher Weltbilder für die Entwicklungszusammenarbeit. In: Rolf Kappel und Ruedi Baumgartner (Hrsg.): Weltbilder in der Entwicklungszusammenarbeit. Festschrift 25 Jahre Nachdiplomstudium für Entwicklungsländer an der ETH Zürich. [Verlag der Fachvereine der ETH], 1997, ISBN 3-7281-2591-1, S. 37–51.
- Rolf Kappel: Wege aus der Entwicklungskrise. Modernisierung, Armutsbekämpfung, Strukturanpassung und Schuldenabbau (= Wirtschaftswissenschaft. Band 8). Campus-Verlag, Frankfurt/Main, New York 1990, ISBN 3-593-34281-2.